# Jan Machulski
Pour les articles homonymes, voir Machulski.
Jan Machulski est un acteur et metteur en scène polonais, né le 3 juillet 1928 à Łódź et mort le 20 novembre 2008 à Varsovie.
Il est le père du réalisateur Juliusz Machulski,.

## Biographie
Il fait ses études à l'École nationale de cinéma de Łódź et en sort diplômé en 1954.
Il joue sur les scènes de nombreux théâtres : théâtre Stefan-Jaracz d'Olsztyn (1954-1955), théâtre dramatique Jan Kochanowski d'Opole (1955-1957), théâtre Juliusz-Osterwa de Lublin (1957-1963), le Nouveau Théâtre de Łódź (1963-1966), théâtre Polski et théâtre national de Varsovie (1966-1970). Il adhère au POUP en 1963.
En 1971, il est diplômé de l'Académie de théâtre Alexandre-Zelwerowicz de Varsovie où il enseigne lui-même à partir de 1974. À deux reprises, en 1981–1983 et 1991–1996, il sera le doyen de la faculté d'art dramatique.
Sa carrière cinématographique commence en 1958, dans Le Dernier Jour de l'été (Ostatni dzień lata) de Tadeusz Konwicki. Le film remporte le grand prix du documentaire et du court-métrage au Mostra de Venise.
Une vraie popularité lui vient après l'interprétation du rôle de Henryk Kwinto, un attachant braqueur et trompettiste à ses heures, dans la comédie criminelle Vabank réalisée par son fils Juliusz,. Le film obtient de nombreux prix, notamment celui du Festival international du film de Karlovy Vary en 1982. Par la suite, Jan Machulski sera pratiquement toujours présent dans les films de son fils.

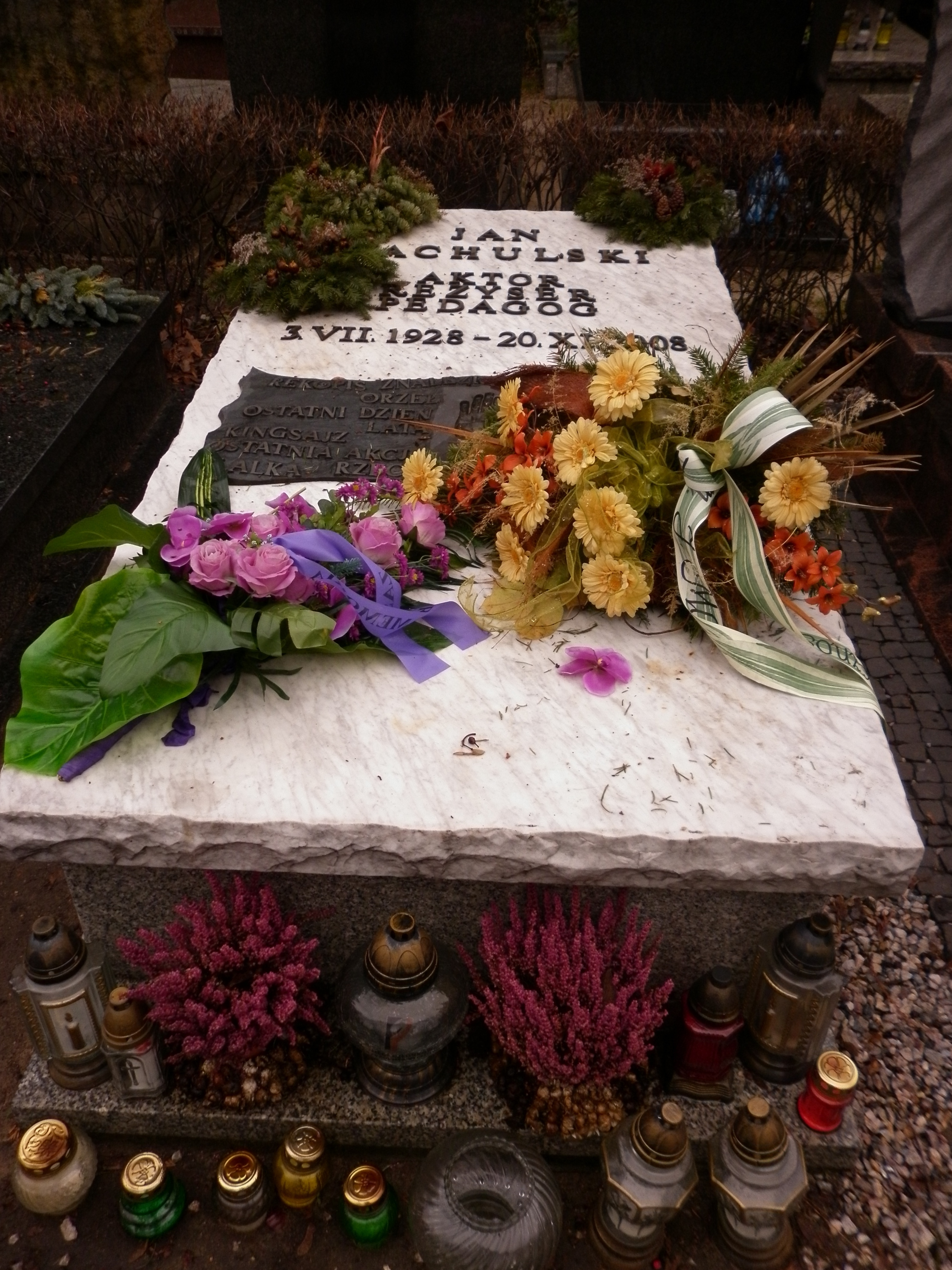
Tombe de Jan Machulski au cimetière militaire de Powązki.

En 1996, l'étoile de l'acteur est inaugurée sur l'allée des Célébrités de Łódź. Sa sculpture érigée sur la promenade le représente sous les traits de Henryk Kwinto.
Il meurt à Varsovie en 2008. Il est fait la même année citoyen d'honneur de la ville de Łódź et officier de l'ordre Polonia Restituta à titre posthume. Il repose au cimetière de Powązki de Varsovie.

## Filmographie

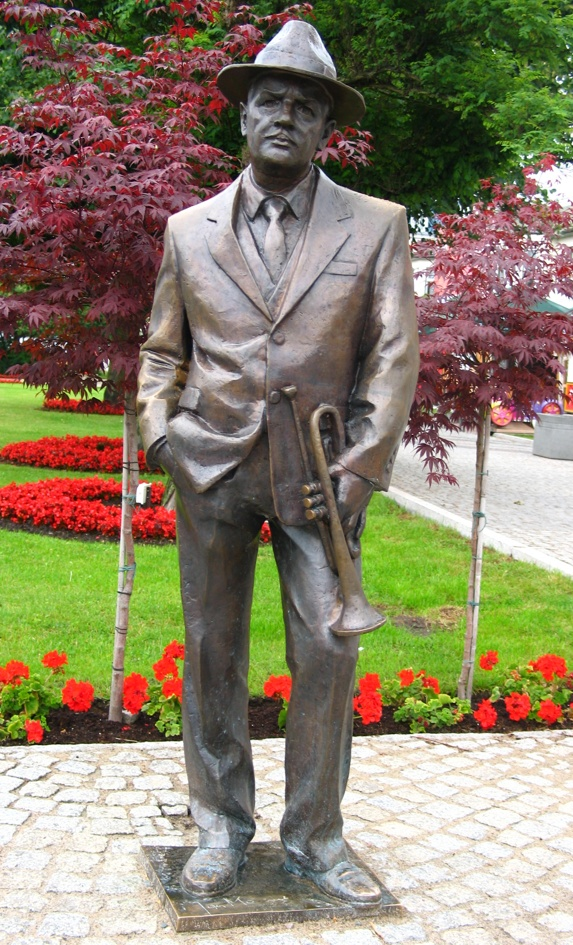
Statue de Henryk Kwinto (Jan Machulski) sur la promenade des célébrités.

- 1958 : Le Dernier Jour de l'été (Ostatni dzień lata) de Tadeusz Konwicki
- 1958 : Wolne miasto de Stanisław Różewicz
- 1959 : Orzeł de Leonard Buczkowski
- 1963 : Daleka jest droga de Bohdan Poręba
- 1965 : Wyspa Złoczyńców de Stanisław Jędryka
- 1965 :  Le Manuscrit trouvé à Saragosse (Rękopis znaleziony w Saragossie) de Wojciech Has : le comte Pena Flor
- 1966 : Sublokator de Janusz Majewski
- 1968 : La Poupée (Lalka) de Wojciech Has : Julian Ochocki
- 1969 : Rzeczpospolita babska de Hieronim Przybył
- 1970 : Album polski de Jan Rybkowski
- 1970 : Pogoń za Adamem de Jerzy Zarzycki
- 1971 : Podróż za jeden uśmiech, série pour enfants de Stanisław Jędryka: Stanisław Wanatowicz
- 1975 : Dyrektorzy série télévisée de Zbigniew Chmielewski : médecin
- 1976 : Polskie drogi de Janusz Morgenstern : Stefan Kozakiewicz (série télévisée, épisodes 8-9, 11)
- 1976 : Daleko od szosy, série télévisée de Zbigniew Chmielewski : père d'Ania
- 1980 : Królowa Bona, série télévisée de Janusz Majewski : Wolski
- 1981 : Białe tango de Janusz Kidawa : Andrzej
- 1981 : Vabank de Juliusz Machulski : Henryk Kwinto
- 1984 : Vabank 2 de Juliusz Machulski : Henryk Kwinto
- 1987 : Kingsajz de Juliusz Machulski : Kwintek
- 1987 : Zabij mnie glino de Jacek Bromski
- 1988 : Déjà vu de Juliusz Machulski
- 1997 : Kiler de Juliusz Machulski
- 1999 : Kiler-ów 2-óch de Juliusz Machulski
- 2002 : D.I.L. de Konrad Niewolski
- 2003 : Superprodukcja de Juliusz Machulski
- 2004 : Vinci de Juliusz Machulski
- 2005 : Emilia de Piotr Matwiejczyk
- [2005 : Nie ma takiego numeru de Bartosz Brzeskot
- 2006 : Co słonko widziało de Michał Rosa
- 2007 : Doręczyciel série télévisée de Maciej Wojtyszko
- 2008 : Ostatnia akcja de Michał Rogalski

## Distinctions
- 1996 : étoile sur l'allée des Célébrités de Łódź
- 2008 : officier de l'ordre Polonia Restituta
- 2008 : citoyen d'honneur de la ville de Łódź